# Liste des matchs de l'équipe d'Éthiopie de football par adversaire
Cette liste présente les matchs de l'équipe d'Éthiopie de football par adversaire rencontré depuis la création de l'équipe nationale, en 1950.
- Haut – A
- B
- C
- D
- E
- F
- G
- H
- I
- J
- K
- L
- M
- N
- O
- P
- Q
- R
- S
- T
- U
- V
- W
- X
- Y
- Z

## A

### Afrique du Sud
| Date            | Lieu             | Match                     | Score | Compétition                             |
| --------------- | ---------------- | ------------------------- | ----- | --------------------------------------- |
| 11 février 1957 | Khartoum, Soudan | Éthiopie - Afrique du Sud | 0-0   | Demi-finale de la CAN 1957              |
| 3 juin 2012     | Rustenburg       | Afrique du Sud - Éthiopie | 1-1   | Éliminatoires de la Coupe du monde 2014 |
| 14 juin 2013    | Addis-Abeba      | Éthiopie - Afrique du Sud | 2-1   | Éliminatoires de la Coupe du monde 2014 |

#### Bilan
- Total de matchs disputés : 3
- Victoires de l'équipe d'Éthiopie : 1
- Victoires de l'Équipe d'Afrique du Sud : 0
- Matchs nuls : 1

### Algérie
Confrontations entre l'équipe d'Algérie de football et l'équipe d'Éthiopie de football en matchs officiels :
| Date             | Lieu                  | Match              | Score | Compétition   |
| ---------------- | --------------------- | ------------------ | ----- | ------------- |
| 16 janvier 1968  | Addis-Abeba, Éthiopie | Éthiopie - Algérie | 3-1   | CAN 1968      |
| 13 mars 1982     | Benghazi, Libye       | Algérie - Éthiopie | 0-0   | CAN 1982      |
| 4 septembre 1994 | Addis-Abeba, Éthiopie | Éthiopie - Algérie | 0-0   | Elim CAN 1994 |
| 7 avril 1995     | Alger, Algérie        | Algérie - Éthiopie | 2-0   | Elim CAN 1994 |
| 6 septembre 2014 | Addis-Abeba, Éthiopie | Éthiopie - Algérie | 1-2   | Elim CAN 2015 |
| 15 novembre 2014 | Blida, Algérie        | Algérie - Éthiopie | 3-1   | Elim CAN 2015 |
| 25 mars 2016     | Blida, Algérie        | Algérie - Éthiopie | 7-1   | Elim CAN 2017 |
| mars 2016        | Addis-Abeba, Éthiopie | Éthiopie - Algérie | 3-3   | Elim CAN 2017 |

#### Bilan
- Total de matchs disputés : 7
- Victoires de l'équipe d'Éthiopie : 1
- Victoires de l'équipe d'Algérie : 4
- Matchs nuls : 3

| Rencontres | Victoires | Nuls | Défaites | Buts pour | Buts contre | Différence |
| ---------- | --------- | ---- | -------- | --------- | ----------- | ---------- |
| 7          | 3         | 3    | 1        | 8         | 5           | +3         |

## B

### Bénin
| Date             | Lieu        | Match            | Score | Compétition                             |
| ---------------- | ----------- | ---------------- | ----- | --------------------------------------- |
| 20 décembre 1992 | Addis-Abeba | Éthiopie - Bénin | 3-1   | Éliminatoires de la Coupe du monde 1994 |
| 28 février 1993  | Cotonou     | Bénin - Éthiopie | 1-0   | Éliminatoires de la Coupe du monde 1994 |
| 28 mars 2003     | Addis-Abeba | Éthiopie - Bénin | 3-0   | Match amical                            |
| 29 février 2012  | Addis-Abeba | Éthiopie - Bénin | 0-0   | Éliminatoires de la CAN 2013            |
| 17 juin 2012     | Cotonou     | Bénin - Éthiopie | 1-1   | Éliminatoires de la CAN 2013            |

#### Bilan
- Total de matchs disputés : 5
- Victoires de l'équipe d'Éthiopie : 2
- Victoire de l'équipe du Bénin : 1
- Matchs nuls : 2

### Botswana
| Date         | Lieu        | Match               | Score | Compétition                             |
| ------------ | ----------- | ------------------- | ----- | --------------------------------------- |
| 22 mars 2013 | Addis-Abeba | Éthiopie - Botswana | 1-0   | Éliminatoires de la Coupe du monde 2014 |
| 7 juin 2013  | Gaborone    | Botswana - Éthiopie | 3-0   | Éliminatoires de la Coupe du monde 2014 |

### Burkina Faso
| Date            | Lieu                      | Match                   | Score | Compétition                             |
| --------------- | ------------------------- | ----------------------- | ----- | --------------------------------------- |
| 9 avril 2000    | Addis-Abeba               | Éthiopie - Burkina Faso | 2-1   | Éliminatoires de la Coupe du monde 2002 |
| 23 avril 2000   | Ouagadougou               | Burkina Faso - Éthiopie | 3-0   | Éliminatoires de la Coupe du monde 2002 |
| 25 janvier 2013 | Nelspruit, Afrique du Sud | Éthiopie - Burkina Faso | 0-4   | Premier tour de la CAN 2013             |
| 17 Janvier 2021 | Bafoussam Cameroun        | Burkina Faso - Éthiopie | 1-1   | Coupe d'Afrique des Nations 2022        |

### Burundi
| Date             | Lieu             | Match              | Score | Compétition                   |
| ---------------- | ---------------- | ------------------ | ----- | ----------------------------- |
| 27 novembre 2000 | Kampala, Ouganda | Éthiopie - Burundi | 1-0   | Coupe CECAFA des nations 2000 |
| 18 décembre 2001 | Kigali, Rwanda   | Burundi - Éthiopie | 2-2   | Coupe CECAFA des nations 2001 |
| 11 décembre 2004 | Addis-Abeba      | Éthiopie - Burundi | 2-1   | Coupe CECAFA des nations 2004 |
| 25 décembre 2004 | Addis-Abeba      | Éthiopie - Burundi | 3-0   | Coupe CECAFA des nations 2004 |
| 2 septembre 2018 | Awasa Éthiopie   | Éthiopie - Burundi | 1-1   | Match amical                  |

## C

### Cameroun
| Date            | Lieu             | Match               | Score | Compétition                            |
| --------------- | ---------------- | ------------------- | ----- | -------------------------------------- |
| 8 février 1970  | Khartoum, Soudan | Cameroun - Éthiopie | 3-2   | Premier tour de la CAN 1957            |
| 22 janvier 1984 | Yaoundé          | Cameroun - Éthiopie | 4-0   | Éliminatoires des Jeux olympiques 1984 |
| 11 février 1984 | Addis-Abeba      | Éthiopie - Cameroun | 1-1   | Éliminatoires des Jeux olympiques 1984 |
| 21 Janvier 2016 | Yaoundé          | Cameroun - Éthiopie | 0-0   | Éliminatoires des Coupe Afrique 2017   |
| 13 Janvier 2022 | Yaoundé          | Cameroun - Éthiopie | 4-1   | Première Tour de la CAN 2022           |

### Cape Verde
| 9 janvier 2022 | Yaoundé | Ethiopia vs Cape Verde | 0-1 | CAN 2022 |
| -------------- | ------- | ---------------------- | --- | -------- |

### Côte d'Ivoire
| Date            | Lieu                    | Match                    | Score | Compétition                                         |
| --------------- | ----------------------- | ------------------------ | ----- | --------------------------------------------------- |
| 14 janvier 1968 | Addis-Abeba             | Éthiopie - Côte d'Ivoire | 1-0   | Premier tour de la CAN 1968                         |
| 21 janvier 1968 | Addis-Abeba             | Éthiopie - Côte d'Ivoire | 0-1   | Match pour la 3e place de la CAN 1968               |
| 10 février 1970 | Khartoum, Soudan        | Côte d'Ivoire - Éthiopie | 6-1   | Premier tour de la CAN 1970                         |
| 10 février 2010 | Dar es Salaam, Tanzanie | Éthiopie - Côte d'Ivoire | 0-1   | Quart de finale de la Coupe CECAFA des nations 2010 |

## E

### Égypte
| Date             | Lieu             | Match               | Score | Compétition                             |
| ---------------- | ---------------- | ------------------- | ----- | --------------------------------------- |
| 11 juillet 1956  | Le Caire         | Égypte - Éthiopie   | 5-2   | Éliminatoires des Jeux olympiques 1956  |
| 31 juillet 1956  | Addis-Abeba      | Éthiopie - Égypte   | 1-4   | Éliminatoires des Jeux olympiques 1956  |
| 16 février 1957  | Khartoum, Soudan | Éthiopie - Égypte   | 0-4   | Finale de la CAN 1957                   |
| 22 mai 1959      | Le Caire         | Égypte - Éthiopie   | 4-0   | Phase finale de la CAN 1959             |
| 21 janvier 1962  | Addis-Abeba      | Éthiopie - Éthiopie | 4-2   | Finale de la CAN 1962                   |
| 30 novembre 1963 | Accra, Ghana     | Égypte - Éthiopie   | 3-0   | Premier tour de la CAN 1963             |
| 5 mars 1976      | Addis-Abeba      | Éthiopie - Égypte   | 1-1   | Premier tour de la CAN 1976             |
| 29 octobre 1976  | Le Caire         | Égypte - Éthiopie   | 3-0   | Éliminatoires de la Coupe du monde 1978 |
| 14 novembre 1976 | Addis-Abeba      | Éthiopie - Égypte   | 1-2   | Éliminatoires de la Coupe du monde 1978 |
| 9 avril 1989     | Addis-Abeba      | Éthiopie - Égypte   | 1-0   | Éliminatoires de la CAN 1990            |
| 21 avril 1989    | Le Caire         | Égypte - Éthiopie   | 6-1   | Éliminatoires de la CAN 1990            |
| 17 août 1990     | Le Caire         | Égypte - Éthiopie   | 2-0   | Éliminatoires de la CAN 1992            |
| 11 novembre 1994 | Le Caire         | Égypte - Éthiopie   | 5-0   | Éliminatoires de la CAN 1996            |
| 4 juin 1995      | Addis-Abeba      | Éthiopie - Égypte   | 0-2   | Éliminatoires de la CAN 1996            |
| 23 février 1997  | Addis-Abeba      | Éthiopie - Égypte   | 1-1   | Éliminatoires de la CAN 1998            |
| 27 juillet 1997  | Alexandrie       | Égypte - Éthiopie   | 8-1   | Éliminatoires de la CAN 1998            |
| 8 août 2002      | Le Caire         | Égypte - Éthiopie   | 4-1   | Match amical                            |

#### Bilan
- Total de matchs disputés : 17
- Victoires de l'équipe d'Éthiopie : 2
- Victoires de l'équipe d'Égypte : 13
- Matchs nuls : 2

## G

### Ghana
| Date             | Lieu        | Match            | Score | Compétition                 |
| ---------------- | ----------- | ---------------- | ----- | --------------------------- |
| 26 novembre 1963 | Accra       | Ghana - Éthiopie | 2-0   | Premier tour de la CAN 1963 |
| 21 avril 1996    | Addis-Abeba | Éthiopie - Ghana | 2-0   | Match amical                |

### Grèce
| Date            | Lieu        | Match            | Score | Compétition  |
| --------------- | ----------- | ---------------- | ----- | ------------ |
| 18 octobre 1962 | Athènes     | Grèce - Éthiopie | 3-2   | Match amical |
| 13 mai 1964     | Athènes     | Grèce - Éthiopie | 3-1   | Match amical |
| 7 mai 1972      | Addis-Abeba | Éthiopie - Grèce | 0-1   | Match amical |

### Guinée
| Date             | Lieu        | Match             | Score | Compétition                  |
| ---------------- | ----------- | ----------------- | ----- | ---------------------------- |
| 3 mars 1976      | Addis-Abeba | Éthiopie - Guinée | 1-2   | Premier tour de la CAN 1976  |
| 26 juin 1981     | Conakry     | Guinée - Éthiopie | 2-2   | Éliminatoires de la CAN 1982 |
| 4 octobre 1981   | Addis-Abeba | Éthiopie - Guinée | 1-1   | Éliminatoires de la CAN 1982 |
| 13 octobre 2002  | Addis-Abeba | Éthiopie - Guinée | 1-0   | Éliminatoires de la CAN 2004 |
| 6 juillet 2003   | Conakry     | Guinée - Éthiopie | 3-0   | Éliminatoires de la CAN 2004 |
| 5 septembre 2010 | Addis-Abeba | Éthiopie - Guinée | 1-4   | Éliminatoires de la CAN 2012 |
| 4 septembre 2011 | Conakry     | Guinée - Éthiopie | 1-0   | Éliminatoires de la CAN 2012 |

#### Bilan
- Total de matchs disputés : 7
- Victoires de l'équipe d'Éthiopie : 1
- Victoires de l'équipe de Guinée : 4
- Matchs nuls : 2

## I

### Israël
| Date           | Lieu        | Match             | Score | Compétition                             |
| -------------- | ----------- | ----------------- | ----- | --------------------------------------- |
| 14 mars 1961   | Tel Aviv    | Israël - Éthiopie | 1-0   | Éliminatoires de la Coupe du monde 1962 |
| 19 mars 1961   | Tel Aviv    | Israël - Éthiopie | 3-2   | Éliminatoires de la Coupe du monde 1962 |
| 7 octobre 1962 | Tel Aviv    | Israël - Éthiopie | 3-0   | Match amical                            |
| 22 mars 1970   | Addis-Abeba | Éthiopie - Israël | 1-5   | Match amical                            |
| 25 mars 1970   | Addis-Abeba | Éthiopie - Israël | 1-1   | Match amical                            |

#### Bilan
- Total de matchs disputés : 5
- Victoires de l'équipe d'Éthiopie : 0
- Victoire de l'équipe d'Israël : 4
- Matchs nuls : 1

## L

### Libéria
| Date         | Lieu        | Match              | Score | Compétition                  |
| ------------ | ----------- | ------------------ | ----- | ---------------------------- |
| 30 mars 2003 | Addis-Abeba | Éthiopie - Liberia | 1-0   | Éliminatoires de la CAN 2004 |
| 6 juin 2003  | Monrovia    | Liberia - Éthiopie | 1-0   | Éliminatoires de la CAN 2004 |

### Libye
| Date              | Lieu        | Match            | Score | Compétition                             |
| ----------------- | ----------- | ---------------- | ----- | --------------------------------------- |
| 26 janvier 1969   | Tripoli     | Libye - Éthiopie | 2-0   | Éliminatoires de la Coupe du monde 1970 |
| 9 février 1969    | Addis-Abeba | Éthiopie - Libye | 5-1   | Éliminatoires de la Coupe du monde 1970 |
| 16 septembre 1979 | Tripoli     | Libye - Éthiopie | 2-1   | Éliminatoires de la CAN 1980            |
| 30 septembre 1979 | Addis-Abeba | Éthiopie - Libye | 1-1   | Éliminatoires de la CAN 1980            |
| 1er mai 1983      | Addis-Abeba | Éthiopie - Libye | 1-0   | Match amical                            |
| 3 septembre 2006  | Addis-Abeba | Éthiopie - Libye | 1-0   | Éliminatoires de la CAN 2008            |
| 17 juin 2007      | Tripoli     | Libye - Éthiopie | 3-1   | Éliminatoires de la CAN 2008            |
| 15 août 2012      | Zuwarah     | Libye - Éthiopie | 2-1   | Match amical                            |

#### Bilan
- Total de matchs disputés : 8
- Victoires de l'équipe d'Éthiopie : 3
- Victoires de l'équipe de Libye : 4
- Matchs nuls : 1

## M

### Madagascar
| Date             | Lieu         | Match                 | Score | Compétition                            |
| ---------------- | ------------ | --------------------- | ----- | -------------------------------------- |
| 10 décembre 1967 | Antananarivo | Madagascar - Éthiopie | 1-0   | Éliminatoires des Jeux olympiques 1968 |
| 17 décembre 1967 | Addis-Abeba  | Éthiopie - Madagascar | 8-3   | Éliminatoires des Jeux olympiques 1968 |
| 23 avril 1972    | Antananarivo | Madagascar - Éthiopie | 1-2   | Éliminatoires des Jeux olympiques 1972 |
| 14 mai 1972      | Addis-Abeba  | Éthiopie - Madagascar | 3-2   | Éliminatoires des Jeux olympiques 1972 |
| 12 mai 1979      | Antananarivo | Madagascar - Éthiopie | 2-1   | Éliminatoires des Jeux olympiques 1980 |
| 27 mai 1979      | Addis-Abeba  | Éthiopie - Madagascar | 1-1   | Éliminatoires des Jeux olympiques 1980 |
| 10 octobre 2010  | Antananarivo | Madagascar - Éthiopie | 0-1   | Éliminatoires de la CAN 2012           |
| 8 octobre 2011   | Addis-Abeba  | Éthiopie - Madagascar | 4-2   | Éliminatoires de la CAN 2012           |

#### Bilan
- Total de matchs disputés : 8
- Victoires de l'équipe d'Éthiopie : 5
- Victoires de l'équipe de Madagascar : 2
- Matchs nuls : 1

### Malawi
| Date              | Lieu                    | Match             | Score | Compétition                             |
| ----------------- | ----------------------- | ----------------- | ----- | --------------------------------------- |
| 22 novembre 1992  | Mwanza, Tanzanie        | Malawi - Éthiopie | 2-1   | Coupe CECAFA des nations 1992           |
| 12 octobre 2003   | Addis-Abeba             | Éthiopie - Malawi | 1-3   | Éliminatoires de la Coupe du monde 2006 |
| 15 novembre 2003  | Lilongwe                | Maroc - Éthiopie  | 0-0   | Éliminatoires de la Coupe du monde 2006 |
| 1er décembre 2006 | Addis-Abeba             | Éthiopie - Malawi | 1-0   | Coupe CECAFA des nations 2006           |
| 4 décembre 2010   | Dar es Salaam, Tanzanie | Malawi - Éthiopie | 1-1   | Coupe CECAFA des nations 2010           |
| 4 octobre 2011    | Addis-Abeba             | Éthiopie - Malawi | 0-0   | Match amical                            |
| 2 décembre 2011   | Dar es Salaam, Tanzanie | Malawi - Éthiopie | 1-1   | Coupe CECAFA des nations 2011           |

#### Bilan
- Total de matchs disputés : 7
- Victoires de l'équipe d'Éthiopie : 1
- Victoires de l'équipe du Malawi : 2
- Matchs nuls : 4

### Maroc
| Date            | Lieu        | Match            | Score | Compétition                             |
| --------------- | ----------- | ---------------- | ----- | --------------------------------------- |
| 1963            | Casablanca  | Maroc - Éthiopie | 1-0   | Éliminatoires des Jeux olympiques 1964  |
| 1963            | Addis-Abeba | Éthiopie - Maroc | 0-1   | Éliminatoires des Jeux olympiques 1964  |
| 11 octobre 1992 | Casablanca  | Maroc - Éthiopie | 5-0   | Éliminatoires de la Coupe du monde 1994 |
| 17 janvier 1993 | Addis-Abeba | Éthiopie - Maroc | 0-1   | Éliminatoires de la Coupe du monde 1994 |
| 1er juin 1997   | Rabat       | Maroc - Éthiopie | 4-0   | Éliminatoires de la CAN 1998            |
| 13 juillet 1997 | Addis-Abeba | Éthiopie - Maroc | 0-1   | Éliminatoires de la CAN 1998            |
| 31 mai 2008     | Casablanca  | Maroc - Éthiopie | 3-0   | Éliminatoires de la Coupe du monde 2010 |

#### Bilan
- Total de matchs disputés : 7
- Victoires de l'équipe d'Éthiopie : 0
- Victoires de l'équipe du Maroc : 7
- Matchs nuls : 0

### Maurice
| Date              | Lieu        | Match              | Score | Compétition                  |
| ----------------- | ----------- | ------------------ | ----- | ---------------------------- |
| 28 septembre 1977 | Port-Louis  | Maurice - Éthiopie | 2-3   | Éliminatoires de la CAN 1978 |
| 12 octobre 1977   | Addis-Abeba | Éthiopie - Maurice | 1-0   | Éliminatoires de la CAN 1978 |
| 10 avril 1983     | Addis-Abeba | Éthiopie - Maurice | 1-0   | Éliminatoires de la CAN 1984 |
| 24 avril 1983     | Port-Louis  | Maurice - Éthiopie | 1-0   | Éliminatoires de la CAN 1984 |

### Mauritanie
| Date         | Lieu        | Match                 | Score | Compétition                             |
| ------------ | ----------- | --------------------- | ----- | --------------------------------------- |
| 13 juin 2008 | Nouakchott  | Mauritanie - Éthiopie | 0-1   | Éliminatoires de la Coupe du monde 2010 |
| 22 juin 2008 | Addis-Abeba | Éthiopie - Mauritanie | 6-1   | Éliminatoires de la Coupe du monde 2010 |

## N

### Namibie
| Date             | Lieu        | Match              | Score | Compétition                  |
| ---------------- | ----------- | ------------------ | ----- | ---------------------------- |
| 7 octobre 2006   | Windhoek    | Namibie - Éthiopie | 1-0   | Éliminatoires de la CAN 2008 |
| 8 septembre 2007 | Addis-Abeba | Éthiopie - Namibie | 2-3   | Éliminatoires de la CAN 2008 |

### Niger
| Date             | Lieu        | Match            | Score | Compétition                  |
| ---------------- | ----------- | ---------------- | ----- | ---------------------------- |
| 7 septembre 2002 | Niamey      | Niger - Éthiopie | 3-1   | Éliminatoires de la CAN 2004 |
| 22 juin 2003     | Addis-Abeba | Éthiopie - Niger | 2-0   | Éliminatoires de la CAN 2004 |
| 30 décembre 2012 | Addis-Abeba | Éthiopie - Niger | 2-0   | Match amical                 |

### Nigeria
| Date            | Lieu                       | Match              | Score | Compétition                            |
| --------------- | -------------------------- | ------------------ | ----- | -------------------------------------- |
| 20 avril 1968   | Lagos                      | Nigeria - Éthiopie | 3-1   | Éliminatoires des Jeux olympiques 1968 |
| 4 mai 1968      | Addis-Abeba                | Éthiopie - Nigeria | 0-1   | Éliminatoires des Jeux olympiques 1968 |
| 7 mars 1982     | Benghazi, Libye            | Nigeria - Éthiopie | 3-0   | Premier tour de la CAN 1982            |
| 29 avril 1983   | Addis-Abeba                | Éthiopie - Nigeria | 0-1   | Match amical                           |
| 10 avril 1993   | Addis-Abeba                | Éthiopie - Nigeria | 1-0   | Éliminatoires de la CAN 1994           |
| 24 juillet 1993 | Lagos                      | Nigeria - Éthiopie | 6-0   | Éliminatoires de la CAN 1994           |
| 27 mars 2011    | Abuja                      | Nigeria - Éthiopie | 4-0   | Éliminatoires de la CAN 2012           |
| 5 juin 2011     | Addis-Abeba                | Éthiopie - Nigeria | 2-2   | Éliminatoires de la CAN 2012           |
| 29 janvier 2013 | Rustenburg, Afrique du Sud | Nigeria - Éthiopie | 2-0   | Premier tour de la CAN 2013            |

#### Bilan
- Total de matchs disputés : 9
- Victoires de l'équipe d'Éthiopie : 1
- Victoires de l'équipe du Nigeria : 7
- Matchs nuls : 1

## R

### République centrafricaine

#### Confrontations
Confrontations entre la République centrafricaine et l'Éthiopie :
|   | Date             | Lieu        | Match                                | Score | Compétition                                                      |
| - | ---------------- | ----------- | ------------------------------------ | ----- | ---------------------------------------------------------------- |
| 1 | 10 juin 2012     | Addis-Abeba | Éthiopie - République centrafricaine | 2-0   | Éliminatoires de la Coupe du monde 2014 : zone Afrique, groupe A |
| 2 | 7 septembre 2013 | Brazzaville | République centrafricaine - Éthiopie | 1-2   | Éliminatoires de la Coupe du monde 2014 : zone Afrique, groupe A |

#### Bilan
Au 19 avril 2019 :
- Total de matchs disputés : 2
- Victoires de la République centrafricaine : 0
- Matchs nuls : 0
- Victoires de l'Éthiopie : 2
- Total de buts marqués par la République centrafricaine : 1
- Total de buts marqués par l'Éthiopie : 4

### République démocratique du Congo
| Date            | Lieu        | Match                                       | Score | Compétition                  |
| --------------- | ----------- | ------------------------------------------- | ----- | ---------------------------- |
| 19 janvier 1968 | Addis-Abeba | Éthiopie - République démocratique du Congo | 2-3   | Demi-finale de la CAN 1968   |
| 12 avril 2000   | Addis-Abeba | Éthiopie - République démocratique du Congo | 1-2   | Match amical                 |
| 29 avril 2007   | Kinshasa    | République démocratique du Congo - Éthiopie | 2-0   | Éliminatoires de la CAN 2008 |
| 1er juin 2007   | Addis-Abeba | Éthiopie - République démocratique du Congo | 1-0   | Éliminatoires de la CAN 2008 |

### Rwanda
| Date             | Lieu             | Match               | Score | Compétition                             |
| ---------------- | ---------------- | ------------------- | ----- | --------------------------------------- |
| 26 avril 1981    | Addis-Abeba      | Éthiopie - Rwanda   | 1-0   | Éliminatoires de la CAN 1982            |
| 10 mai 1981      | Kigali           | Rwanda - Éthiopie   | 1-0   | Éliminatoires de la CAN 1982            |
| 1er août 1999    | Kigali           | Rwanda B - Éthiopie | 1-0   | Coupe CECAFA des nations 1999           |
| 2 décembre 2000  | Kampala, Ouganda | Éthiopie - Rwanda   | 1-1   | Coupe CECAFA des nations 2000           |
| 15 décembre 2001 | Kigali           | Éthiopie - Rwanda B | 1-1   | Coupe CECAFA des nations 2001           |
| 20 décembre 2001 | Kigali           | Rwanda - Éthiopie   | 0-1   | Coupe CECAFA des nations 2001           |
| 9 décembre 2002  | Arusha, Tanzanie | Éthiopie - Rwanda   | 0-1   | Coupe CECAFA des nations 2002           |
| 15 décembre 2004 | Addis-Abeba      | Éthiopie - Rwanda   | 0-0   | Coupe CECAFA des nations 2004           |
| 10 décembre 2005 | Kigali           | Rwanda - Éthiopie   | 0-1   | Coupe CECAFA des nations 2005           |
| 8 juin 2008      | Addis-Abeba      | Éthiopie - Rwanda   | 1-2   | Éliminatoires de la Coupe du monde 2010 |

#### Bilan
- Total de matchs disputés : 10
- Victoires de l'équipe d'Éthiopie : 3
- Victoires de l'équipe du Rwanda : 4
- Matchs nuls : 3

## S

### Sénégal
| Date             | Lieu           | Match              | Score | Compétition                  |
| ---------------- | -------------- | ------------------ | ----- | ---------------------------- |
| 21 novembre 1963 | Sénégal        | Sénégal - Éthiopie | 1-2   | Match amical                 |
| 19 novembre 1965 | Tunis, Tunisie | Sénégal - Éthiopie | 5-1   | Premier tour de la CAN 1965  |
| 6 octobre 1996   | Addis-Abeba    | Éthiopie - Senegal | 1-2   | Éliminatoires de la CAN 1998 |
| 22 juin 1997     | Dakar          | Senegal - Éthiopie | 3-0   | Éliminatoires de la CAN 1998 |

### Sierra Leone

#### Confrontations
Confrontations entre la Sierra Leone et l'Éthiopie :
|   | Date             | Lieu  | Match                   | Score | Compétition                                                  |
| - | ---------------- | ----- | ----------------------- | ----- | ------------------------------------------------------------ |
| 1 | 9 septembre 2018 | Awasa | Éthiopie - Sierra Leone | 1-0   | Qualifications à la Coupe d'Afrique des nations 2019 (gr. F) |

#### Bilan
Au 22 avril 2019 :
- Total de matchs disputés : 1
- Victoires de la Sierra Leone : 0
- Matchs nuls : 0
- Victoires de l'Éthiopie : 1
- Total de buts marqués par la Sierra Leone : 0
- Total de buts marqués par l'Éthiopie : 1

### Somalie

#### Confrontations
Confrontations entre la Somalie et l'Éthiopie :
|   | Date             | Lieu        | Match              | Score | Compétition                                                       |
| - | ---------------- | ----------- | ------------------ | ----- | ----------------------------------------------------------------- |
| 1 | 5 janvier 1969   | Addis-Abeba | Éthiopie - Somalie | 7-0   | Match amical                                                      |
| 2 | 3 décembre 1995  | Kampala     | Éthiopie - Somalie | 5-0   | Coupe CECAFA des nations 1995 (gr. B)                             |
| 3 | 21 novembre 2000 | Kampala     | Somalie - Éthiopie | 1-2   | Coupe CECAFA des nations 2000 (gr. A)                             |
| 4 | 7 décembre 2002  | Arusha      | Éthiopie - Somalie | 0-1   | Coupe CECAFA des nations 2002 (gr. B)                             |
| 5 | 5 décembre 2005  | Kigali      | Éthiopie - Somalie | 3-1   | Coupe CECAFA des nations 2005 (gr. B)                             |
| 6 | 12 novembre 2011 | Djibouti    | Somalie - Éthiopie | 0-0   | Éliminatoires de la Coupe du monde 2014 : zone Afrique (1er tour) |
| 7 | 16 novembre 2011 | Addis-Abeba | Éthiopie - Somalie | 5-0   | Éliminatoires de la Coupe du monde 2014 : zone Afrique (1er tour) |
| 8 | 25 novembre 2015 | Awasa       | Éthiopie - Somalie | 2-0   | Coupe CECAFA des nations 2015 (gr. A)                             |

#### Bilan
Au 4 mai 2019 :
- Total de matchs disputés : 8
- Victoires de la Somalie : 1
- Matchs nuls : 1
- Victoires de l'Éthiopie : 6
- Total de buts marqués par la Somalie : 3
- Total de buts marqués par l'Éthiopie : 24

### Soudan du Sud
Confrontations entre l'Éthiopie et le Soudan du Sud :
|   | Date             | Lieu     | Match                    | Score | Compétition                           |
| - | ---------------- | -------- | ------------------------ | ----- | ------------------------------------- |
| 1 | 24 novembre 2012 | Kampala  | Éthiopie - Soudan du Sud | 1-0   | Coupe CECAFA des nations 2012 (gr. A) |
| 2 | 3 décembre 2013  | Machakos | Soudan du Sud - Éthiopie | 0-2   | Coupe CECAFA des nations 2013 (gr. A) |
| 3 | 5 décembre 2017  | Kakamega | Soudan du Sud - Éthiopie | 0-3   | Coupe CECAFA des nations 2017 (gr. B) |

#### Bilan
Au 4 mai 2019 :
- Total de matchs disputés : 3
- Victoires de l'Éthiopie : 3
- Matchs nuls : 0
- Victoires du Soudan du Sud : 0
- Total de buts marqués par l'Éthiopie : 6
- Total de buts marqués par le Soudan du Sud : 0

### Swaziland
| Date           | Lieu        | Match                | Score | Compétition  |
| -------------- | ----------- | -------------------- | ----- | ------------ |
| 4 octobre 2006 | Addis-Abeba | Éthiopie - Swaziland | 2-0   | Match amical |

## T

### Tchad
| Date            | Lieu             | Match            | Score | Compétition  |
| --------------- | ---------------- | ---------------- | ----- | ------------ |
| 28 juillet 2002 | Khartoum, Soudan | Tchad - Éthiopie | 3-2   | Match amical |
| 29 août 2010    | Addis-Abeba      | Éthiopie - Tchad | 1-0   | Match amical |

### Togo
| Date           | Lieu        | Match           | Score | Compétition                  |
| -------------- | ----------- | --------------- | ----- | ---------------------------- |
| 3 juillet 1983 | Addis-Abeba | Éthiopie - Togo | 2-1   | Éliminatoires de la CAN 1984 |
| 28 août 1983   | Lomé        | Togo - Éthiopie | 3-0   | Éliminatoires de la CAN 1984 |

### Tunisie
| Date             | Lieu             | Match              | Score | Compétition                             |
| ---------------- | ---------------- | ------------------ | ----- | --------------------------------------- |
| 4 janvier 1962   | Addis-Abeba      | Éthiopie - Tunisie | 4-2   | Demi-finale de la CAN 1962              |
| 28 novembre 1963 | Accra, Ghana     | Éthiopie - Tunisie | 4-2   | Premier tour de la CAN 1963             |
| 12 novembre 1965 | Tunis            | Tunisie - Éthiopie | 4-0   | Premier tour de la CAN 1965             |
| 18 novembre 1990 | Addis-Abeba      | Éthiopie - Tunisie | 0-2   | Éliminatoires de la CAN 1992            |
| 25 octobre 1992  | Addis-Abeba      | Éthiopie - Tunisie | 0-0   | Éliminatoires de la Coupe du monde 1994 |
| 31 janvier 1993  | Tunis            | Tunisie - Éthiopie | 3-0   | Éliminatoires de la Coupe du monde 1994 |
| 7 janvier 2013   | Al Wakrah, Qatar | Tunisie - Éthiopie | 1-1   | Match amical                            |

#### Bilan
- Total de matchs disputés : 7
- Victoires de l'équipe d'Éthiopie : 2
- Victoires de l'équipe de Tunisie : 3
- Matchs nuls : 2

### Turquie
| Date             | Lieu        | Match              | Score | Compétition  |
| ---------------- | ----------- | ------------------ | ----- | ------------ |
| 10 octobre 1962  | Ankara      | Turquie - Éthiopie | 3-0   | Match amical |
| 16 décembre 1962 | Addis-Abeba | Éthiopie - Turquie | 0-0   | Match amical |

## Y

### Yémen
| Date            | Lieu        | Match            | Score | Compétition  |
| --------------- | ----------- | ---------------- | ----- | ------------ |
| 10 avril 2002   | Sana'a      | Yémen - Éthiopie | 1-1   | Match amical |
| 17 juillet 2006 | Addis-Abeba | Éthiopie - Yémen | 1-0   | Match amical |

### Yougoslavie
| Date              | Lieu     | Match                  | Score | Compétition  |
| ----------------- | -------- | ---------------------- | ----- | ------------ |
| 19 septembre 1962 | Belgrade | Yougoslavie - Éthiopie | 5-2   | Match amical |

## Z

### Zambie
| Date             | Lieu                      | Match             | Score | Compétition                             |
| ---------------- | ------------------------- | ----------------- | ----- | --------------------------------------- |
| 30 mai 1970      | Lusaka                    | Zambie - Éthiopie | 0-1   | Éliminatoires des Jeux olympiques 1972  |
| 16 mai 1971      | Addis-Abeba               | Éthiopie - Zambie | 6-3   | Éliminatoires des Jeux olympiques 1972  |
| 1er avril 1973   | Addis-Abeba               | Éthiopie - Zambie | 0-0   | Éliminatoires de la Coupe du monde 1974 |
| 25 avril 1973    | Lusaka                    | Zambie - Éthiopie | 4-2   | Éliminatoires de la Coupe du monde 1974 |
| 18 mai 1980      | Addis-Abeba               | Éthiopie - Zambie | 0-0   | Éliminatoires de la Coupe du monde 1982 |
| 1er juin 1980    | Lusaka                    | Zambie - Éthiopie | 4-0   | Éliminatoires de la Coupe du monde 1982 |
| 10 mars 1982     | Benghazi, Libye           | Zambie - Éthiopie | 1-0   | Premier tour de la CAN 1982             |
| 6 novembre 1988  | Lusaka                    | Zambie - Éthiopie | 0-0   | Coupe CECAFA des nations 1988           |
| 17 novembre 1992 | Mwanza                    | Zambie - Éthiopie | 3-2   | Coupe CECAFA des nations 1992           |
| 2 juillet 2000   | Addis-Abeba               | Éthiopie - Zambie | 1-0   | Éliminatoires de la CAN 2002            |
| 15 juillet 2000  | Lusaka                    | Zambie - Éthiopie | 2-0   | Éliminatoires de la CAN 2002            |
| 21 novembre 2001 | Addis-Abeba               | Éthiopie - Zambie | 1-2   | Match amical                            |
| 5 décembre 2006  | Addis-Abeba               | Éthiopie - Zambie | 0-1   | Coupe CECAFA des nations 2006           |
| 2 décembre 2009  | Nairobi, Kenya            | Éthiopie - Zambie | 0-1   | Coupe CECAFA des nations 2009           |
| 7 décembre 2010  | Dar es Salaam, Tanzanie   | Zambie - Éthiopie | 1-2   | Coupe CECAFA des nations 2010           |
| 21 janvier 2013  | Nelspruit, Afrique du Sud | Zambie - Éthiopie | 1-1   | Premier tour de la CAN 2013             |

#### Bilan
- Total de matchs disputés : 16
- Victoires de l'équipe d'Éthiopie : 4
- Victoires de l'équipe de Zambie : 8
- Matchs nuls : 4

### Zanzibar
| Date             | Lieu             | Match               | Score | Compétition                   |
| ---------------- | ---------------- | ------------------- | ----- | ----------------------------- |
| 17 décembre 1987 | Addis-Abeba      | Éthiopie - Zanzibar | 0-0   | Coupe CECAFA des nations 1987 |
| 15 novembre 1992 | Mwanza, Tanzanie | Éthiopie - Zanzibar | 3-0   | Coupe CECAFA des nations 1992 |
| 6 décembre 1995  | Kampala, Ouganda | Éthiopie - Zanzibar | 1-1   | Coupe CECAFA des nations 1995 |
| 25 juillet 1999  | Kigali, Rwanda   | Éthiopie - Zanzibar | 2-0   | Coupe CECAFA des nations 1999 |
| 13 décembre 2001 | Kigali, Rwanda   | Éthiopie - Zanzibar | 5-0   | Coupe CECAFA des nations 2001 |
| 2 décembre 2002  | Arusha, Tanzanie | Zanzibar - Éthiopie | 0-0   | Coupe CECAFA des nations 2002 |
| 19 décembre 2004 | Addis-Abeba      | Éthiopie - Zanzibar | 3-0   | Coupe CECAFA des nations 2004 |
| 8 décembre 2005  | Kigali, Rwanda   | Éthiopie - Zanzibar | 4-0   | Coupe CECAFA des nations 2005 |
| 13 décembre 2007 | Arusha, Tanzanie | Éthiopie - Zanzibar | 1-3   | Coupe CECAFA des nations 2007 |

#### Bilan
- Total de matchs disputés : 9
- Victoires de l'équipe d'Éthiopie : 5
- Victoires de l'équipe de Zanzibar : 1
- Matchs nuls : 3

### Zimbabwe
| Date             | Lieu             | Match               | Score | Compétition                            |
| ---------------- | ---------------- | ------------------- | ----- | -------------------------------------- |
| 2 octobre 1983   | Harare           | Zimbabwe - Éthiopie | 3-2   | Éliminatoires des Jeux olympiques 1984 |
| 16 octobre 1983  | Addis-Abeba      | Éthiopie - Zimbabwe | 1-0   | Éliminatoires des Jeux olympiques 1984 |
| 11 juin 1984     | Addis-Abeba      | Éthiopie - Zimbabwe | 2-0   | Match amical                           |
| 27 décembre 1987 | Addis-Abeba      | Éthiopie - Zimbabwe | 1-1   | Coupe CECAFA des nations 1987          |
| 13 novembre 1988 | Blantyre, Malawi | Zimbabwe - Éthiopie | 2-1   | Coupe CECAFA des nations 1988          |

#### Bilan
- Total de matchs disputés : 5
- Victoires de l'équipe d'Éthiopie : 2
- Victoire de l'équipe du Zimbabwe : 2
- Matchs nuls : 1